# Weiherhof
Weiherhof is een plaats in de Duitse gemeente Zirndorf, deelstaat Beieren.